# Hernando Barrientos
Hernando Juan Barrientos Gómez (ur. 5 stycznia 1953) – kolumbijski strzelec, olimpijczyk, medalista mistrzostw świata.

## Kariera
Specjalizował się w strzelaniu do ruchomej tarczy. Uczestnik Letnich Igrzysk Olimpijskich 1992, podczas których zajął 21. miejsce w ruchomej tarczy z 10 m (startowało 24 sportowców). W 1978 roku uzyskał brązowy medal mistrzostw świata w Seulu w drużynowym strzelaniu do ruchomej tarczy z 50 m. W drużynie Kolumbii byli oprócz niego bracia Bellingrodt: Horst, Helmut i Hanspeter. Podczas tego samego turnieju zajął indywidualnie 8. miejsce w ruchomej tarczy z 50 m mix.
W 1991 roku zdobył brązowy medal igrzysk panamerykańskich w drużynowym strzelaniu do ruchomej tarczy z 50 m. Według Stevena Olderra, Barrientos ma także w swoim dorobku srebro Igrzysk Panamerykańskich 1983 w tej samej konkurencji. Stał 3 razy na podium igrzysk Ameryki Środkowej i Karaibów w zmaganiach drużynowych. Zdobył 2 złote medale w strzelaniu z ruchomej tarczy z 50 m (1978, 1986), ponadto w ruchomej tarczy z 50 m mix wywalczył srebro (1986). Ponadto podczas mistrzostw Ameryki zdobył indywidualnie 2 brązowe medale w ruchomej tarczy z 50 m (1977, 1981).

## Wyniki

### Igrzyska olimpijskie
| Igrzyska       | Konkurencja          | Wynik              | Miejsce | Źródło |
| -------------- | -------------------- | ------------------ | ------- | ------ |
| Barcelona 1992 | Ruchoma tarcza, 10 m | 548 pkt. (278–270) | 21      | [ 1 ]  |

## Medale mistrzostw świata
Opracowano na podstawie materiałów źródłowych:
| Mistrzostwa | Konkurencja                     | Wynik             | Miejsce |
| ----------- | ------------------------------- | ----------------- | ------- |
| Seul 1978   | Ruchoma tarcza, 50 m, drużynowo | 1484 pkt. (druż.) |         |